# 奧斯陸主教座堂

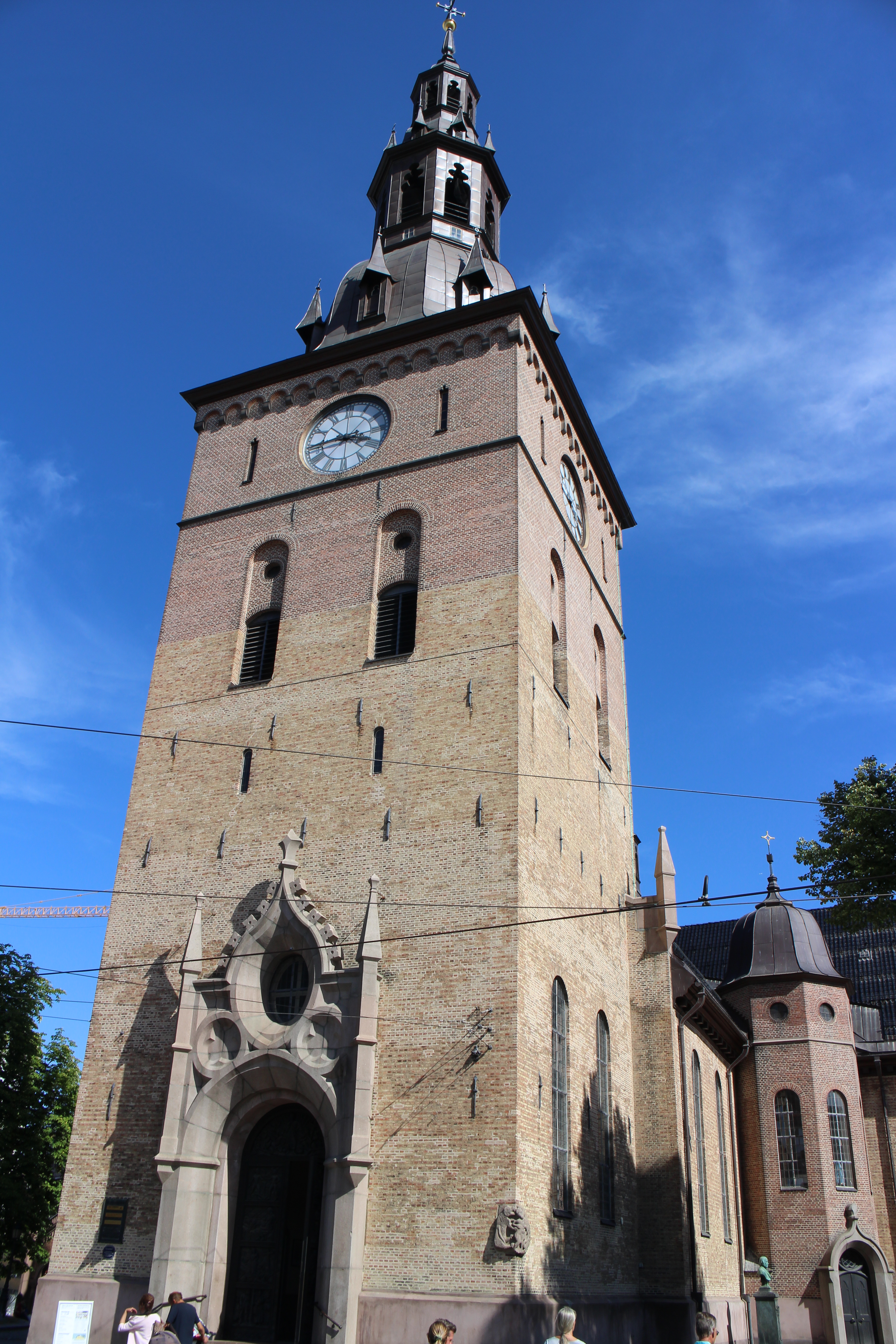
奧斯陸主教座堂

奧斯陸主教座堂（Oslo domkirke）是位於挪威首都奧斯陸的一座教堂，也是挪威國教會奧斯陸教區的主要教堂。現在的教堂修建於1694年至1697年期間。挪威政府的一些主要行事也在奧斯陸主教座堂舉行。2006年8月開始，奧斯陸主教座堂因改建而暫時關閉。2010年4月10日的聖餐式時重新開放。

## 外部連結
- Official website of Oslo Cathedral

59°54′45.1″N 10°44′48.7″E / 59.912528°N 10.746861°E